# Aleksandrovac

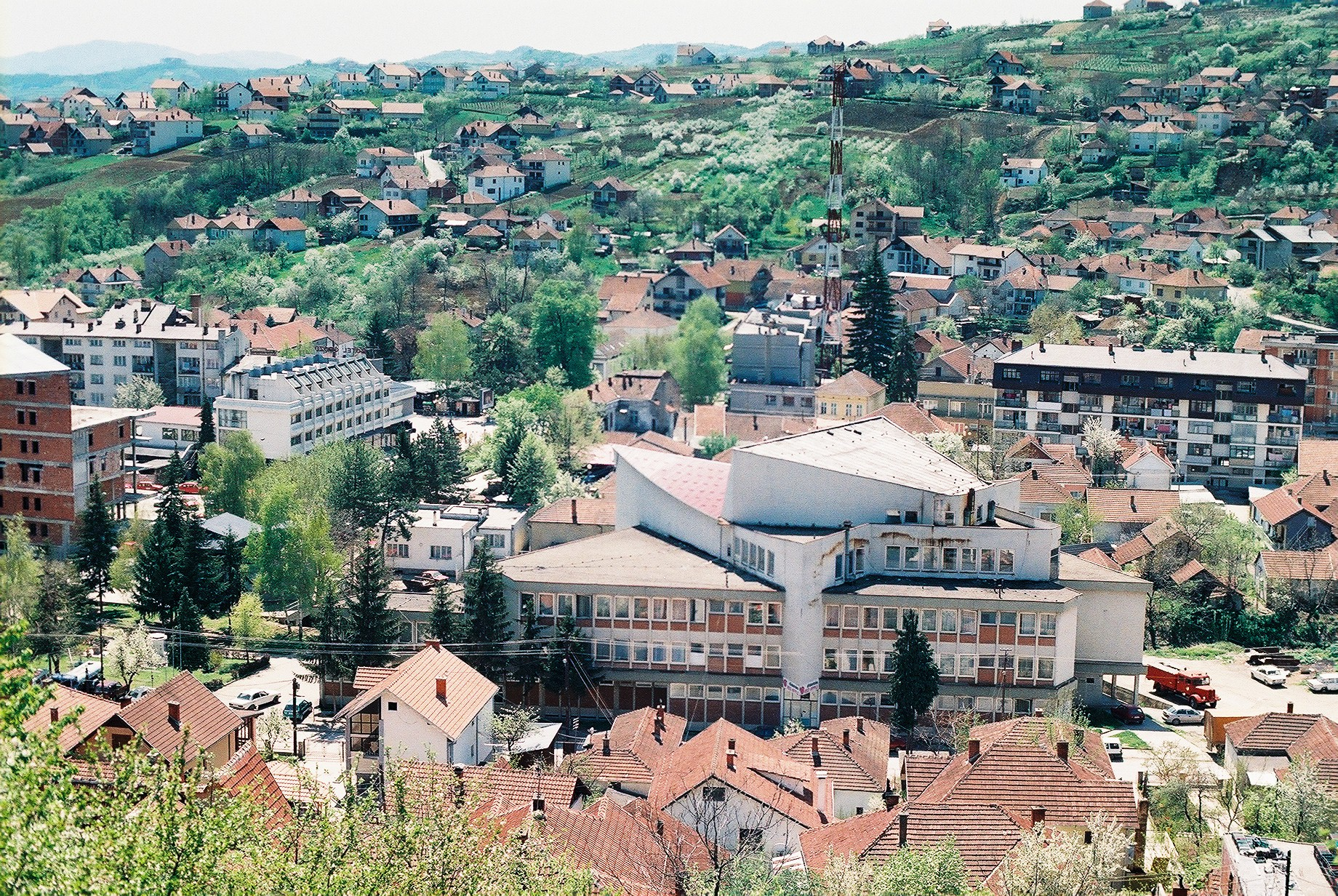
Panorama von Aleksandrovac

Aleksandrovac (serbisch Александровац [alɛkˈsandrɔvat͡s] ) ist eine Stadt in Serbien mit etwa 5.500 Einwohnern. Sie ist Sitz der Opština Aleksandrovac im Okrug Rasina. Die Stadt ist administratives, industrielles und kulturelles Zentrum des als Zupa Aleksandrovacka bekannten Gebietes.
Archäologische Ausgrabungen datieren die erste Ansiedlung auf das 4. Jahrhundert vor Christus. Die erste Erwähnung des Namens stammt aus dem Jahre 1196, damals noch als Kožetin. 1882 beantragten die Bewohner bei König Milan I. eine Namensänderung in Aleksandrovac.
Aleksandrovac ist vor allem durch lange Tradition in Weinbau und Obstbau landesweit berühmt. Seit 1963 findet jedes Jahr am Ende September das Festival Zupska Berba statt, das dem Weinbau gewidmet ist. Eine der ersten serbischen für Wein- und Obstbau spezialisierten Mittelschulen wurde im Jahr 1927 in Aleksandrovac gegründet und hatte schon damals hohe Ausbildungs- und Innovationsstandards. Am 31. März 2000 wurde das Museum für Weinherstellung und Weinanbau errichtet, welches sich im Weinkeller der ehemaligen Landwirtschaftlichen Schule befindet.
Die Industrie der Stadt ist auch von Wein- und Obstbau geprägt. So ist Vino Zupa heute eine der größten und erfolgreichsten serbischen Firmen im Bereich der Herstellung von verschiedenen Weinen und Fruchtsäfte.
Der serbische Tennisspieler Ilija Bozoljac und der Handballspieler Milan Milić wurden in Aleksandrovac geboren.